# Грицаєвка
Грица́євка (рос. Грицаевка, башк. Грицаевка) — хутір у складі Федоровського району Башкортостану, Росія. Входить до складу Дідовської сільської ради.
Населення — 29 осіб (2010; 29 в 2002).
Національний склад:
- росіяни — 93%